# Pokolenie mutantów
Pokolenie mutantów (oryg. Mutant X) – amerykańsko-kanadyjski superbohaterski serial dramatyczny z 2001 roku inspirowany postaciami z komiksów wydawnictwa Marvel Comics. Twórcą serialu był Avi Arad. Głównym scenarzystą pierwszego sezonu był Howard Chaykin, który od drugiego sezonu został zastąpiony przez Petera Mohana. W głównych rolach wystąpili: Forbes March, Victoria Pratt, Lauren Lee Smith, Victor Webster, John Shea i Karen Cliche.
Serial opowiada o zespole mutantów, którzy zyskali swoje niezwykłe zdolności w wyniku inżynierii genetycznej. Zostali oni wykorzystani jako obiekty testowe w serii tajnych rządowych eksperymentów. Ich misją jest odnalezienie i ochrona pozostałych mutantów.
Pokolenie mutantów zadebiutowało 6 października 2001 roku w Stanach Zjednoczonych. Serial został zakończony po 3 sezonach. Wyemitowano w sumie 66 odcinków, a ostatni wyświetlono 17 maja 2004 roku. W Polsce serial emitowany był na kanale AXN.

## Obsada

### Główne role
- Forbes March jako Jesse Kilmartin[4][1]
- Victoria Pratt jako Shalimar Fox[4][1]
- Lauren Lee Smith jako Emma de Lauro[4][1]
- Victor Webster jako Brennan Mulwray[4][1]
- John Shea jako Adam Kane[4][1]
- Karen Cliche jako Lexa Pierce[5][1]

### Role drugoplanowe
- Tom McCamus jako Mason Eckhart[4][1]
- Andrew Gillies jako Kenneth Harrison[6]
- Michael Easton jako Gabriel Ashlocke[7]
- George Buza jako tajemniczy mężczyzna[8]

## Emisja i wydanie
Emisję serialu Pokolenie mutantów rozpoczęto 6 października 2001 roku w Stanach Zjednoczonych w systemie syndykacji. Zamówione zostały od razu dwa sezony po 22 odcinki każdy. Drugi sezon emitowano od 5 października 2002 roku. Serial został przedłużony o trzeci sezon, również liczący 22 odcinki, a jego emisję rozpoczęto 29 września 2003 roku. Serial został zakończony po trzecim sezonie, a jego ostatni odcinek wyemitowano 17 maja 2004 roku. W Polsce serial emitowany był na kanale AXN.
W latach 2004–2005 ADR Film wydało wszystkie sezony serialu na DVD. Na nośniku Blu-ray całość serialu została wydana 24 października 2016 roku w Wielkiej Brytanii przez Revelation Films.

### Przegląd sezonów
| Sezon | Sezon | Odcinki | Premiera sezonu     | Finał sezonu | Wydanie DVD          | Wydanie Blu-ray (Wielka Brytania) |
| ----- | ----- | ------- | ------------------- | ------------ | -------------------- | --------------------------------- |
|       | 1     | 22      | 6 października 2001 | 8 maja 2002  | 2 listopada 2004     | 24 października 2016              |
|       | 2     | 22      | 5 października 2002 | 12 maja 2003 | 14 maja 2005         | 24 października 2016              |
|       | 3     | 22      | 29 września 2003    | 17 maja 2004 | 11 października 2005 | 24 października 2016              |

## Lista odcinków

### Sezon 1 (2001–2002)
| №  | Nr | Tytuł                           | Reżyseria       | Scenariusz                                   | Premiera             |
| -- | -- | ------------------------------- | --------------- | -------------------------------------------- | -------------------- |
| 1  | 1  | The Shock of the New            | T.J. Scott      | Howard Chaykin                               | 6 października 2001  |
| 2  | 2  | I Scream the Body Electric      | Jon Cassar      | Howard Chaykin                               | 13 października 2001 |
| 3  | 3  | Russian Roulette                | T.J. Scott      | Elizabeth Keyishian                          | 20 października 2001 |
| 4  | 4  | Fool for Love                   | T.J. Scott      | David Newman                                 | 27 października 2001 |
| 5  | 5  | Kilohertz                       | Andrew Potter   | David Newman                                 | 3 listopada 2001     |
| 6  | 6  | The Meaning of Death            | Greame Campbell | Brad Falchuk                                 | 10 listopada 2001    |
| 7  | 7  | Lit Fuse                        | John Bell       | Tom Fudge, Elizabeth Keyishian, David Newman | 17 listopada 2001    |
| 8  | 8  | In the Presence of Mine Enemies | John Bell       | Howard Chaykin                               | 24 listopada 2001    |
| 9  | 9  | Crime of the New Century        | Graeme Campbell | Joe Johnson                                  | 1 grudnia 2001       |
| 10 | 10 | Dark Star Rising                | Jon Cassar      | Philip LaZebnik                              | 19 grudnia 2001      |
| 11 | 11 | Whiter Shade of Pale            | Terry Ingram    | Tony Di Franco                               | 26 stycznia 2002     |
| 12 | 12 | Double Vision                   | Jon Cassar      | Darrell Fetty                                | 2 lutego 2002        |
| 13 | 13 | Blood Ties                      | John Fawcett    | Perry Dance                                  | 9 lutego 2002        |
| 14 | 14 | Altered Ego                     | Andrew Potter   | Elizabeth Keyishian                          | 16 lutego 2002       |
| 15 | 15 | Lazarus Syndrome                | John Bell       | Mark Amato                                   | 23 lutego 2002       |
| 16 | 16 | Interface                       | Ken Girotti     | Mark Lisson                                  | 2 marca 2002         |
| 17 | 17 | Presumed Guilty                 | Ken Girotti     | Darrell Fetty                                | 30 marca 2002        |
| 18 | 18 | Ex Marks the Spot               | Jorge Montesi   | Mark Amato, Howard Chaykin, David Newman     | 4 kwietnia 2002      |
| 19 | 19 | Nothing to Fear                 | T.J. Scott      | Elizabeth Keyishian                          | 11 kwietnia 2002     |
| 20 | 20 | Deadly Desire                   | Brad Turner     | David Newman                                 | 17 kwietnia 2002     |
| 21 | 21 | Dancing on the Razor            | Jorge Montesi   | Mark Amato                                   | 1 maja 2002          |
| 22 | 22 | A Breed Apart                   | Brad Turner     | Howard Chaykin                               | 8 maja 2002          |

### Sezon 2 (2002–2003)
| №  | Nr | Tytuł                  | Reżyseria             | Scenariusz                      | Premiera             |
| -- | -- | ---------------------- | --------------------- | ------------------------------- | -------------------- |
| 23 | 1  | Past as Prologue       | T.J. Scott            | Howard Chaykin                  | 5 października 2002  |
| 24 | 2  | Power Play             | Milan Cheylov         | Turi Meyer, Al Septien          | 12 października 2002 |
| 25 | 3  | Time Squared           | John Bell             | Elizabeth Keyishian             | 19 października 2002 |
| 26 | 4  | Whose Woods These Are  | Jorge Montesi         | Darrell Fetty                   | 26 października 2002 |
| 27 | 5  | The Future Revealed    | John Bell             | Mark Amato, Peter Mohan         | 2 listopada 2002     |
| 28 | 6  | No Man Left Behind     | Jorge Montesi         | David Newman                    | 9 listopada 2002     |
| 29 | 7  | Crossroads of the Soul | Stacey Stewart Curtis | Mark Amato, Elizabeth Keyishian | 16 listopada 2002    |
| 30 | 8  | Sign from Above        | John Bell             | Tony Blake                      | 23 listopada 2002    |
| 31 | 9  | Body and Soul          | Brenton Spencer       | David Newman                    | 30 listopada 2002    |
| 32 | 10 | Understudy             | John Bell             | Darrell Fetty                   | 13 stycznia 2003     |
| 33 | 11 | The Grift              | Oley Sassone          | Elizabeth Keyishian             | 20 stycznia 2003     |
| 34 | 12 | At Destiny's End       | Oley Sassone          | Jeff King                       | 27 stycznia 2003     |
| 35 | 13 | Within These Walls     | Manfred Guthe         | Peter Mohan                     | 3 lutego 2003        |
| 36 | 14 | Hard Time              | Oley Sassone          | Turi Meyer, Al Septien          | 10 lutego 2003       |
| 37 | 15 | Under the Cloak of War | Andrew Potter         | Nelu Ghiran                     | 17 lutego 2003       |
| 38 | 16 | Once Around            | Bruce Pittman         | Mark Amato                      | 24 lutego 2003       |
| 39 | 17 | Final Judgment         | Bill Corcoran         | David Newman                    | 7 kwietnia 2003      |
| 40 | 18 | Inferno                | Andrew Potter         | Charles Heit                    | 14 kwietnia 2003     |
| 41 | 19 | One Step Closer        | Bill Corcoran         | Freddie Prinze Jr.              | 21 kwietnia 2003     |
| 42 | 20 | Reality Check          | Jorge Montesi         | Peter Mohan, Mark Amato         | 28 kwietnia 2003     |
| 43 | 21 | Reawakening            | T.W. Peacocke         | Mark Amato                      | 5 maja 2003          |
| 44 | 22 | Lest He Become         | Jonathan Hackett      | Peter Mohan                     | 12 maja 2003         |

### Sezon 3 (2003–2004)
| №  | Nr | Tytuł                   | Reżyseria        | Scenariusz                       | Premiera             |
| -- | -- | ----------------------- | ---------------- | -------------------------------- | -------------------- |
| 45 | 1  | Into the Moonless Night | Philip Segal     | Peter Mohan                      | 29 września 2003     |
| 46 | 2  | Wages of Sin            | Jorge Montesi    | Bob Carney                       | 6 października 2003  |
| 47 | 3  | The Breed               | Jorge Montesi    | Michelle Lovretta                | 13 października 2003 |
| 48 | 4  | Where Evil Dwells       | Andrew Potter    | Bob Carney                       | 20 października 2003 |
| 49 | 5  | The Taking of Crows     | Bill Corcoran    | Mark Amato                       | 27 października 2003 |
| 50 | 6  | Shadows of Darkness     | Andrew Potter    | Mark Amato                       | 3 listopada 2003     |
| 51 | 7  | The Hand of God         | Terry Ingram     | Rick Drew                        | 10 listopada 2003    |
| 52 | 8  | Wasteland               | René Bonnière    | Turi Meyer, Al Septien           | 17 listopada 2003    |
| 53 | 9  | No Exit                 | Bill Corcoran    | Elizabeth Keyishian              | 12 stycznia 2004     |
| 54 | 10 | Brother’s Keeper        | Timothy Bond     | Michelle Lovretta                | 19 stycznia 2004     |
| 55 | 11 | Possibilities           | René Bonnière    | Lisa Steele                      | 26 stycznia 2004     |
| 56 | 12 | Conspiracy Theory       | Bill Corcoran    | Peter Mohan                      | 2 lutego 2004        |
| 57 | 13 | Art of Attraction       | Andrew Potter    | Alfonse Ruggiero                 | 9 lutego 2004        |
| 58 | 14 | A Normal Life           | Alan Goluboff    | Peter Mohan                      | 16 lutego 2004       |
| 59 | 15 | Divided Loyalties       | Richard Flower   | David Wilks, Elizabeth Keyishian | 23 lutego 2004       |
| 60 | 16 | Age of Innocence        | Bill Corcoran    | Mark Amato                       | 5 kwietnia 2004      |
| 61 | 17 | She’s Come Undone       | Timothy Bond     | Michelle Lovretta                | 12 kwietnia 2004     |
| 62 | 18 | In Between              | Andrew Potter    | Gil Grant                        | 19 kwietnia 2004     |
| 63 | 19 | Dream Lover             | Bill Corcoran    | Mark Amato                       | 26 kwietnia 2004     |
| 64 | 20 | The Prophecy            | Timothy Bond     | Michelle Lovretta                | 3 maja 2004          |
| 65 | 21 | Cirque des Merveilles   | Jonathan Hackett | Mark Amato                       | 10 maja 2004         |
| 66 | 22 | The Assault             | Andrew Potter    | Peter Mohan                      | 17 maja 2004         |

## Produkcja

### Rozwój projektu

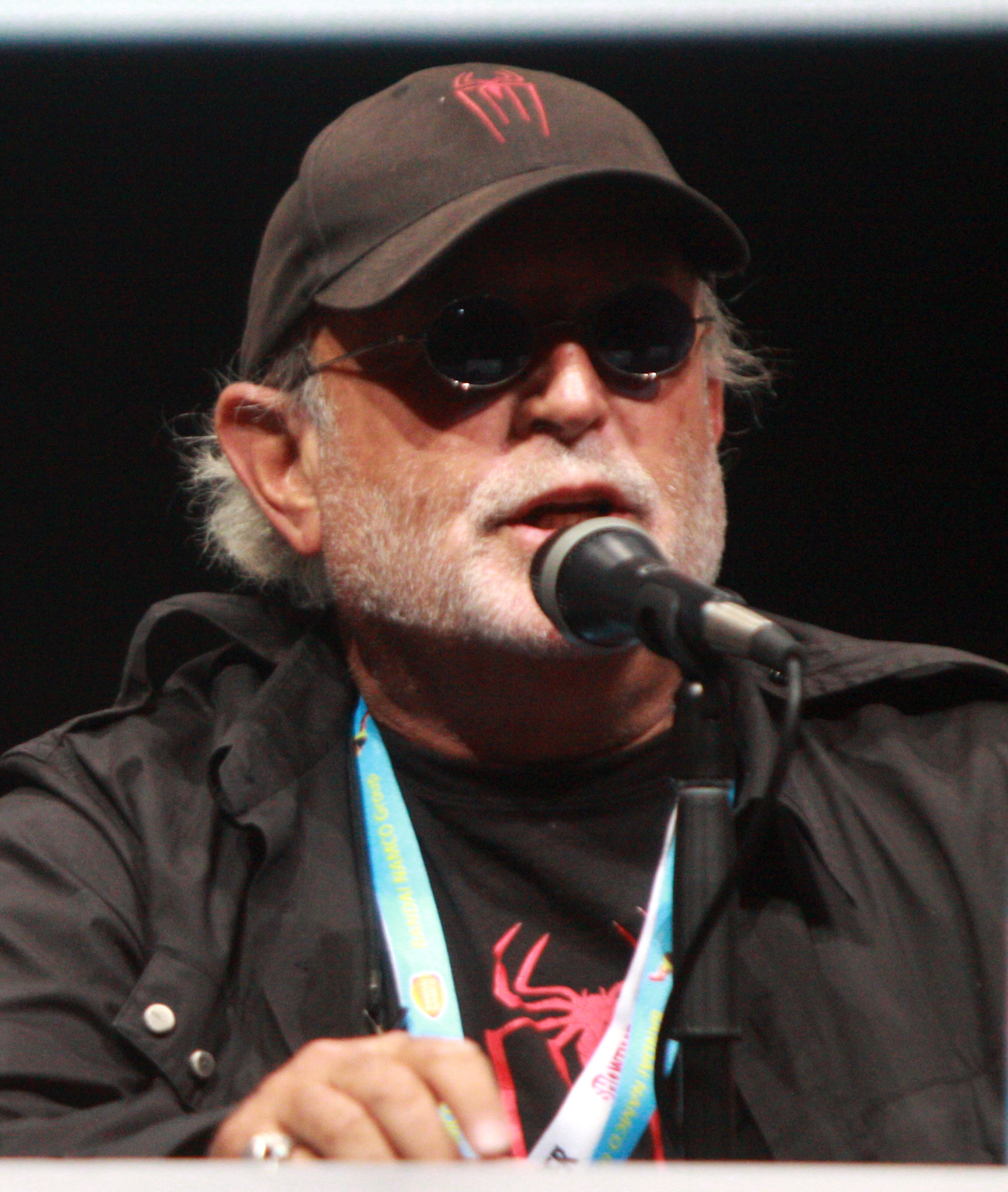
Avi Arad, twórca i producent wykonawczy serialu

Na fali niespodziewanego sukcesu filmu X-Men z 2000 roku wyprodukowanego przez 20th Century Fox, Marvel Entertainment postanowiło stworzyć serial o mutantach. Całkowite prawa do X-Menów od 1993 roku posiadało w tym czasie 20th Century Fox. We wrześniu 2009 roku poinformowano, że Marvel Studios przy współpracy z Tribune Entertainment pracuje nad serialem Mutant X, który ma być emitowany w systemie syndykacji. W grudniu wyjawiono, ze Fireworks Entertainment również zaangażowane jest w pracę nad serialem. Ujawniono też, że planowane są przynajmniej dwa sezony, po 22 odcinki każdy. Premiera pierwszego sezonu została zaplanowana na październik 2001 roku. Daniel Tibbets z Fireworks określił serial jako spin-off X-Menów. W styczniu 2001 roku poinformowano, że twórcami serialu będą Rick Ungar i Avi Arad oraz, że serial nie będzie adaptacją komiksów o X-Menach. W marcu Joe Quesada zapowiedział, że powstanie komiks będący adaptacją serialu. 
W kwietniu 20th Century Fox złożyło pozew do sądu o zbytnie podobieństwo serialu do X-Menów. Marvel tłumaczył, że postacie są nowe i nie mają z nimi związku. Sąd nie był przekonany do racji 20th Century Fox i postanowił nie wstrzymywać premiery serialu. W tym samym miesiącu poinformowano, że zdjęcia rozpoczną się w czerwcu w Toronto. W maju ujawniono, że serial początkowo miał nosić tytuł Genome X, a Arad w wywiadzie podkreślał, że serial nie jest spin-offem X-Menów. Poinformowano też, że Mutant X został zarezerwowany na 146 rynkach, co stanowi około 93% widzów w Stanach Zjednoczonych. Producentami wykonawczymi zostali: Arad i Ugar oraz Jay Firestone i Adam Haight. Howard Chaykin pełnił rolę głównego scenarzysty pierwszego sezonu. W drugim sezonie zastąpił go Peter Mohan, który również został producentem wykonawczym.
Na początku 2002 roku roszczenie Foxa wobec Tribune i Marvela z tytułu nieuczciwej konkurencji dotyczącej serii Pokolenie mutantów wróciło na wokandę w federalnym sądzie apelacyjnym; sąd jednakże nie zażądał zdjęcia serialu z anteny, co pozwoliło na emisję drugiego sezonu. Serial otrzymał zamówienie na trzeci sezon. W maju 2004 roku Marvel Entertainment i 20th Century Fox doszły do porozumienia, a sąd zezwolił na kontynuację serialu, o ile nie będzie w nim żadnych podobieństw do X-Menów i nie będzie wykorzystywał do promocji serialu filmów. Serial został anulowany w kwietniu 2004 roku wskutek decyzji o likwidacji Fireworks Entertainment i został zakończony po trzecim sezonie.

### Casting
W kwietniu 2001 poinformowano, że obsadzono trzech z pięciu aktorów grających główne role w serialu, jednak z ogłoszeniem ich nazwisk zdecydowano się zaczekać do momentu, kiedy znajdą pozostałą dwójkę. Na początku czerwca poinformowano, że główne role zagrają: John Shea jako Adam Kane, Victor Webster jako Brennan Mulwray, Lauren Lee Smith jako Emma de Lauro, Victoria Pratt jako Shalimar Fox oraz Forbes March jako Jesse Kilmartin. Ujawniono również, że w serialu wystąpi Tom McCamus jako Mason Eckhart.
W lipcu 2003 roku poinformowano, że Shea wystąpi tylko gościnnie w trzecim sezonie, a Pierce i Smith w nim nie zagrają. Do obsady dołączyła wtedy Karen Cliche jako Lexa Pierce.

### Zdjęcia i postprodukcja
Zdjęcia do serialu były realizowane w całości w Toronto, gdzie plan do produkcji zbudowany został w opuszczonej bazie lotniczej na północy miasta. Za zdjęcia odpowiadali Jim Westenbrink, Colin Hoult, Nikos Evdemon i Alwyn Kumst, scenografię przygotowali Rocco Matteo i John Blackie, a kostiumy zaprojektowała między innymi Laurie Drew. Paul Rapovski odpowiadał za koordynację walk i kaskaderów w pierwszym i drugim sezonie.
Przy efektach specjalnych pracowało Spin Entertainment. Muzykę do pierwszego sezonu serialu skomponował Lou Natale, a do dwóch kolejnych serii Donald Quan.

## Odbiór

### Nagrody i nominacje
| Rok  | Ceremonia                                   | Kategoria                                               | Nominowani | Rezultat  | Przypis       |
| ---- | ------------------------------------------- | ------------------------------------------------------- | --- | --------- | ------------- |
| 2002 | Kanadyjska Gildia Reżyserów                 | Najlepsza edycja dźwięku                                | Mark Gingras, Jill Purdy The Shock of the New | Nominacja | [ 32 ] [ 33 ] |
| 2002 | Kanadyjskie Stowarzyszenie Operatorów zdjęć | Najlepsze zdjęcia w serialu telewizyjnym                | Nikos Evdemon (za odcinek „Lazarus Syndrome”) | Nominacja | [ 32 ] [ 33 ] |
| 2002 | Gemini Awards                               | Najlepszy aktor w głównej roli w serialu dramatycznym   | John Shea | Nominacja | [ 32 ] [ 33 ] |
| 2002 | Gemini Awards                               | Najlepsza aktorka w głównej roli w serialu dramatycznym | Lauren Lee Smith | Nominacja | [ 32 ] [ 33 ] |
| 2002 | Gemini Awards                               | Najlepsza muzyka w serialu dramatycznym                 | Lou Natale | Nominacja | [ 32 ] [ 33 ] |
| 2002 | Gemini Awards                               | Najlepszy dźwięk w serialu dramatycznym                 | Jill Purdy, Steve Baine, Dan Daniels, Mark Gingras, Rose Gregoris, Allen Ormerod, Scott Shepherd, Mark Vogelsang (za odcinek „The Shock of the New”) | Wygrana   | [ 32 ] [ 33 ] |
| 2003 | Kanadyjska Gildia Reżyserów                 | Najlepsza scenografia                                   | John Blackie (za odcinek „Inferno”) | Nominacja | [ 32 ] [ 33 ] |
| 2003 | Kanadyjska Gildia Reżyserów                 | Najlepsza edycja dźwięku                                | Mark Gingras, Rose Gregoris, Jill Purdy | Nominacja | [ 32 ] [ 33 ] |
| 2003 | Kanadyjskie Stowarzyszenie Operatorów zdjęć | Najlepsze zdjęcia w serialu telewizyjnym                | Nikos Evdemon (za odcinek „Nothing to Fear”) | Wygrana   | [ 32 ] [ 33 ] |
| 2003 | Saturn Awards                               | Najlepszy serial telewizji regionalnej                  | Pokolenie mutantów | Nominacja | [ 34 ]        |
| 2003 | Gemini Awards                               | Najlepsza scenografia w serialu dramatycznym            | John Blackie (za odcinek „Past As Prologue”) | Nominacja | [ 32 ] [ 33 ] |
| 2003 | Gemini Awards                               | Najlepsza muzyka w serialu dramatycznym                 | Donald Quan | Nominacja | [ 32 ] [ 33 ] |
| 2004 | Kanadyjska Gildia Reżyserów                 | Najlepsza edycja dźwięku                                | Mark Gingras, Jill Purdy (za odcinek „No Exit”) | Nominacja | [ 32 ] [ 33 ] |
| 2004 | Saturn Awards                               | Najlepsza aktorka drugoplanowa w serialu telewizyjnym   | Victoria Pratt | Nominacja | [ 32 ] [ 33 ] |
| 2005 | Kanadyjska Gildia Reżyserów                 | Najlepsza edycja dźwięku                                | Mark Gingras, Jill Purdy (za odcinek „The Assault”)                                                                                                  | Nominacja | [ 32 ] [ 33 ] |